# Сібел Езкан
Сібел Езкан  (тур. Sibel Özkan, 3 березня 1988) — турецька важкоатлетка, олімпійська медалістка.

## Виступи на Олімпіадах
| Олімпіада  | Дисципліна | Місце |
| ---------- | ---------- | ----- |
| Пекін 2008 | до 48 кг   | 2     |